# Nuevo Corongoros
Nuevo Corongoros är en ort i Mexiko.   Den ligger i kommunen Tepalcatepec och delstaten Michoacán de Ocampo, i den södra delen av landet, 400 km väster om huvudstaden Mexico City. Nuevo Corongoros ligger 365 meter över havet och antalet invånare är 382.
Terrängen runt Nuevo Corongoros är platt österut, men västerut är den kuperad. Runt Nuevo Corongoros är det ganska glesbefolkat, med 32 invånare per kvadratkilometer. Närmaste större samhälle är Tepalcatepec, 6,1 km norr om Nuevo Corongoros. Omgivningarna runt Nuevo Corongoros är en mosaik av jordbruksmark och naturlig växtlighet.